# Kirche Bargteheide

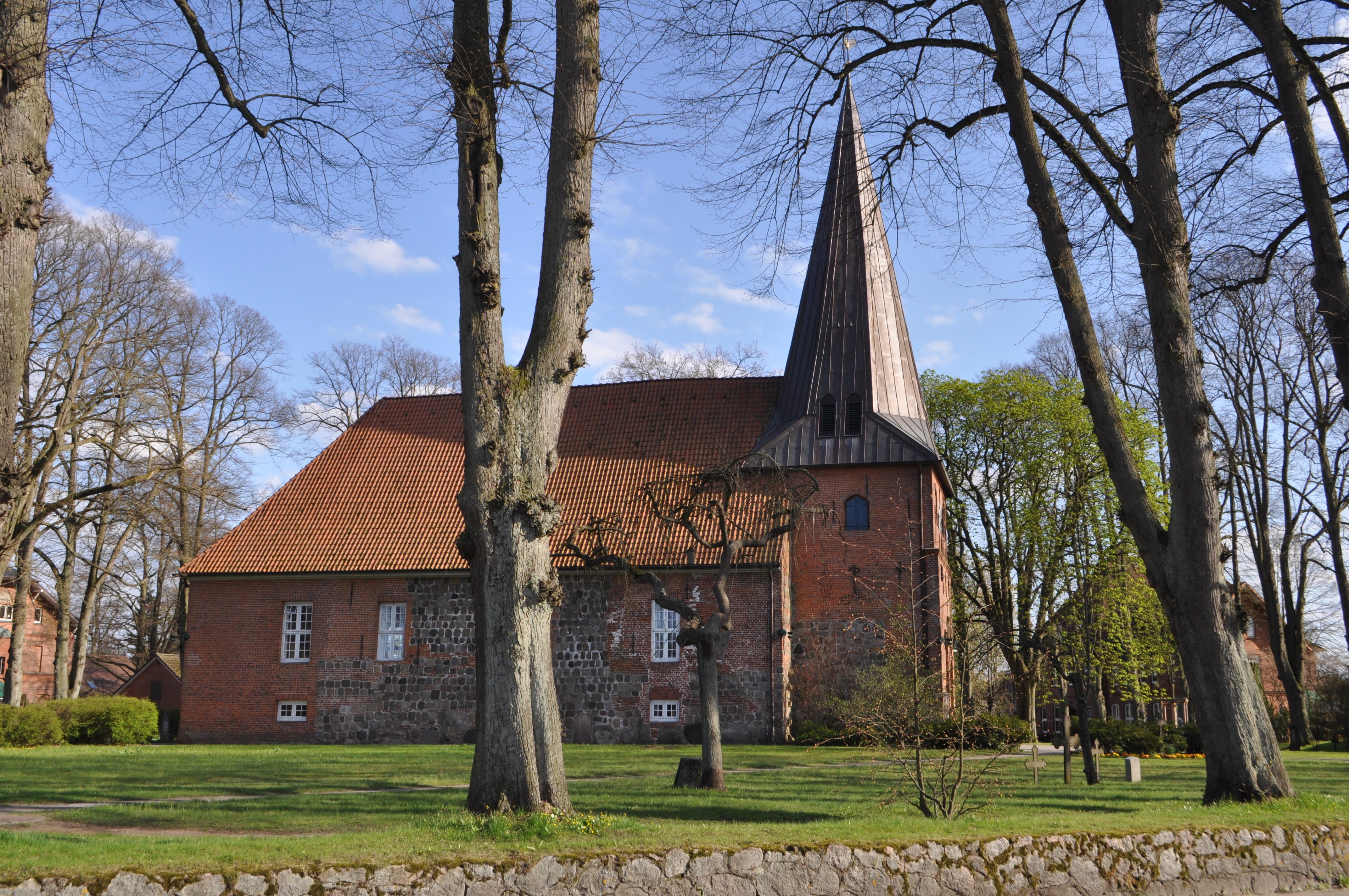
Kirche Bargteheide

Die evangelisch-lutherische Kirche Bargteheide, ein nach dem Denkmalschutzgesetz geschütztes Kulturdenkmal, steht in Bargteheide, einer Stadt im Kreis Stormarn in Schleswig-Holstein. Die Kirchengemeinde gehört zum Kirchenkreis Hamburg-Ost in der Evangelisch-Lutherischen Kirche in Norddeutschland (Nordkirche).

## Beschreibung

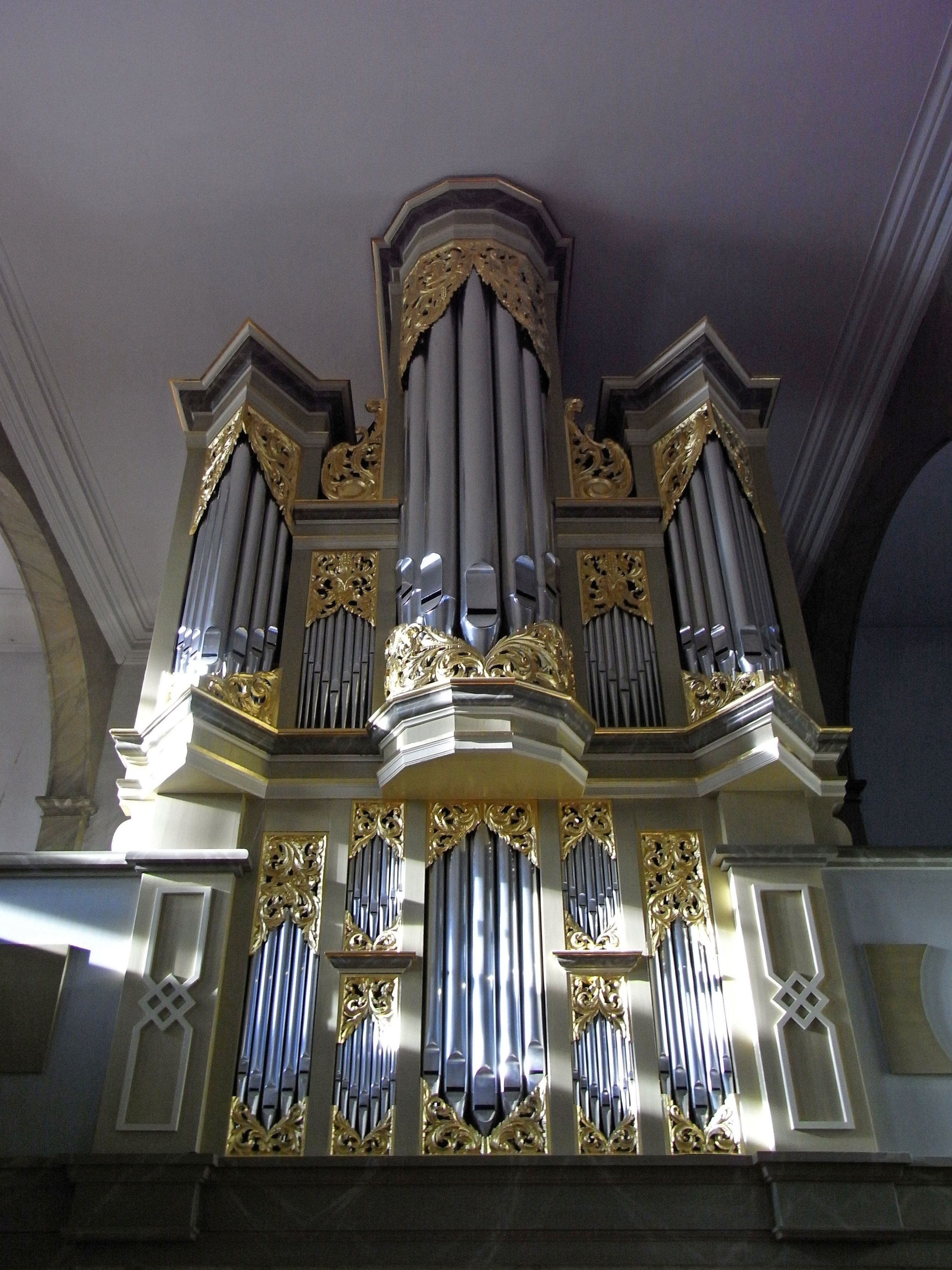
Orgel

Die Saalkirche wurde 1817 nach einem Entwurf von Friedrich Christian Heylmann aus Backsteinen unter Nutzung von Resten einer Feldsteinkirche aus dem mittleren 13. Jahrhundert erbaut. Sie besteht aus einem Langhaus und einem Fassadenturm im Westen, dessen untere Geschosse aus Feldsteinen vom Vorgängerbau stammen. Er wurde 1829 mit Geschossen aus Backsteinen aufgestockt und mit einem Knickhelm bedeckt. 
Der Innenraum ist durch zweigeschossige Emporen umrahmt. Aus der Brüstung der Empore im Osten springt der Korb der Kanzel hervor. Darunter befindet sich die Mensa. Die Orgel wurde 1997 von Dieter Bensmann gebaut.